# 水沼橋
水沼橋（みずぬまはし）は、福島県大沼郡金山町にある道路橋である。

## 概要
金山町東部の水沼地区で一級河川阿賀川水系只見川を渡り、国道252号を通す。西詰は大字水沼字沢西、東詰は大字水沼字桑畑に位置する。東詰近くにはJR只見線会津水沼駅がある。また、当橋梁の上流側に只見線第四只見川橋梁があることから、鉄道撮影のスポットとしても人気が高い。

### 諸元
- 全長：239.6 m
  - 主径間：140.8 m
- 形式：3径間鋼下路式ランガー桁橋
- 竣工：1971年
- 施工：東京鐵骨橋梁[2]

## 沿革
- 1908年（明治41年）10月 - 全長127 mの木造吊橋として架橋される[3]。
- 1925年（大正14年） - 2代目の吊橋に架け替えられる[4]。
- 1957年（昭和32年） - 3代目の橋梁に架け替えられる。
  - 全長：130.8 m
    - 主径間：50.0 m

  - 幅員：6.0 m
  - 形式：3径間鋼連続活荷重合成鈑桁橋
  - 施工：高田機工[5][6]
- 1969年（昭和44年）8月12日 - 記録的な豪雨災害により流出する。この災害では金山町内で大岐集落が壊滅するなど甚大な被害が出た[7]。
- 1971年（昭和46年） - 現在の橋梁に架け替えられる。